# Меривил (Луизијана)
Меривил (енгл. Merryville) град је у америчкој савезној држави Луизијана.

## Демографија
По попису из 2010. године број становника је 1.103, што је 23 (-2,0%) становника мање него 2000. године.
| Група             | 2000.       | 2010.       |
| Белци             | 888 (78,9%) | 886 (80,3%) |
| Афроамериканци    | 171 (15,2%) | 161 (14,6%) |
| Азијати           | 1 (0,1%)    | 6 (0,5%)    |
| Хиспаноамериканци | 39 (3,5%)   | 20 (1,8%)   |
| Укупно            | 1.126       | 1.103       |